# Не менше 50 кг
Не менше 50 кг — український короткометражний фільм про боротьбу дівчини із суспільними стереотипами. Режисер стрічки Марина Артеменко.

## Інформація

### Сюжет
Короткометражний фільм українського режисера Марини Артеменко «Не менше 50 кг» (Not less than 50 kg) зачіпає серйозну для значної частини жіночої половини людства проблему — зайвої ваги.
Ось тільки в даному випадку продемонстрований дещо інший підхід. Героїня картини «Не менше 50 кг» вирішує повстати проти стереотипів, що склалися в суспільстві. І починає боротися зі своєю вагою зовсім не так, як би ви могли подумати — вона починає посилено набирати кілограми…

### У ролях
- Вікторія Кулик
- Валерій Астахов
- Ірина Рождєствєнська
- Леся Липчук
- Ярослав Герус
- Руслан Никоненко
- Ніна Радкевич
- Сергій Бєсєдін

### Знімальна команда
- Режисер: Марина Артеменко,
- Автор сценарію: Марина Артеменко,
- Оператор: Іван Тимченко,
- Композитор: Ярослав Джусь,
- Художник-постановник: Марія Кузнєцова.

### Відзнаки
- Фільм «Не менше 50 кг» учасниці Сценарної Майстерні Марини Артеменко показували мінімум на 81 кінофестивалі.[3]
- Фільм отримав відзнаку львівського «КіноЛева»[4].
- Фільм Марини Артеменко «Не менше 50 кг» брав участь у Міжнародному кінофестивалі UNICA, що проходив у столиці Словаччини Братиславі. Там він був  удостоєний Золотої медалі як найкращий некомерційний професійний фільм[5][6][7][8].

## Цікаве
Однією із вимог при донорстві крові є вага здорової людини не менше 50 кг.